# Amphipteryx
Amphipteryx (лат.) — род стрекоз из подотряда равнокрылых, единственный в семействе Amphipterygidae. Распространены в Мезоамерике от Мексики до Гондураса и Гватемалы.

## Внешнее строение
Длина тела от 41 до 53 мм. Грудь зеленой или синей окраски с черными полосами. Брюшко в преимущественно черное с небольшими зеленовато-синими пятнами у основания.

## Биология
Члены семейства обитают во влажных тропических и туманных лесах. Личинки стрекоз живут в каменистой или лиственной подстилке.

## Классификация
На январь 2019 года в род включают 5 видов:
- Amphipteryx agrioides Selys, 1853 [syn. Amphipteryx longicaudata González-Soriano, 1991]
- Amphipteryx chiapensis González-Soriano, 2010
- Amphipteryx jaroli Jocque & Argueta, 2014
- Amphipteryx meridionalis González-Soriano, 2010
- Amphipteryx nataliae González-Soriano, 2010